# Светско првенство у хокеју на леду 2014.
Светско првенство у хокеју на леду 2014. било је 78. по реду такмичењу за наслов титуле светског првака у хокеју на леду организовано под окриљем Светске хокејашке федерације (ИИХФ). Турнир је одржан у периоду од 9. до 25. маја 2014. у главном граду Белорусије Минску. Све утакмице игране су у две дворане, у аренама Минск и Чижовка.
Титулу светског првака освојила је селекција Русије која је једина на турниру остварила све победе. У финалу су Руси победили селекцију Финске резултатом 5:2, освојивши тако своју 27. титулу светског првака (5. под садашњим именом). Бронзану медаљу освојио је бранилац титуле, селекција Шведске која је у мечу за треће место савладала селекцију Чешке резултатом 3:0. За најкориснијег играча турнира изабран је голман финске репрезентације Пека Рине, док је најефикаснији играч десно крило руске репрезентације Виктор Тихонов са укупно 16 бодова (по 8 голова и асистенција). Елитну дивизију светског хокеја напустиле су репрезентације Италије и Казахстана које су заузеле два последња места на турниру, те ће се наредне године такмичити на првенству прве дивизије.
Са просеком од преко 10.000 гледалаца по утакмици било је ово једно од најпосећенијих првенстава у историји светских првенстава.

## Избор домаћина
На избору за домаћина Светског првенства 2014. године пријавиле су се четири државе: Белорусија, Мађарска, Летонија и Украјина. Белорусија је на конгресу 8. маја 2009. убедљиво победила и тако добила организацију такмичења.
| Резултати гласања | Резултати гласања |
| Држава            | Број гласова      |
| ----------------- | ----------------- |
| Белорусија        | 75                |
| Мађарска          | 24                |
| Летонија          | 3                 |
| Украјина          | 3                 |

Избор Белорусије, као домаћина је изазвао и неке контроверзе. Тако су 11. априла 2011. амерички сенатори Дик Дурбин и Мајк Куикли позвали ИИХФ да помери првенство на другу локацију забринути због ауторитарне владе белоруског председника Александра Лукашенка. Сличне реакције имао је и некадашњи прослављени словачки хокејаш, а данас члан Европског парламента Петер Штјастни.
Међутим, ИИХФ је остао при ставу да њени закони не дозвољавају дискриминације по политичкој основи, а чак су и портпароли летонске и литванске хокејашке федерације изнели ставове да је недопустиво мешање политике и спорта.
Дана 16. јануара 2012, председник Лукашенко је најавио да свим страним држављанима који желе да присуствују Светском првенству неће бити потребне визе за улазак у Белорусију. За улазак у земљу страним навијачима су у време трајања првенства били довољни пасош и електронска копија карте за утакмицу.

## Дворане
| Белорусија                    | Белорусија                     |
| Минск                         | Минск                          |
| ----------------------------- | ------------------------------ |
| Минск арена Капацитет: 15.086 | Чижовка арена Капацитет: 9.614 |
|                               |                                |

## Судије
ИИХФ је за турнир делегирала по 16 главних и линијских судија:
| - Максим Сидоренко - Мартин Фрањо - Антоњин Јержабек - Владимир Шиндлер - Алекси Рантала - Јури Ран - Ларс Бригеман - Данијел Пјечажек | - Вјачеслав Буланов - Роман Гофман - Константин Оленин - Игор Дремељ - Микаел Норд - Маркус Винерборг - Кит Кавал - Стив Патафи |

| - Иван Дедјуља - Крис Карлсон - Џастин Хал - Вит Ледерер - Антон Семјонов - Маси Пуолака - Сакари Суоминен - Пјер Даен | - Андре Шрадер - Јап Лирмакерс - Јон Килијан - Станислав Раминг - Мирослав Валах - Џими Дамен - Николас Флури - Пол Карнатан |

## Репрезентације
| Азија - Казахстан^ Европа - Белорусија - домаћин - Чешка* - Данска* - Финска* - Француска* - Немачка* - Италија^ | - Летонија* - Норвешка* - Русија* - Словачка* - Шведска* - Швајцарска* Северна Америка - Канада* - Сједињене Државе* |  |

* = Аутоматски су се пласирали јер су заузели једно од прва 14 места на светском првенству 2013. године.
^ = Пласирали су се јер су заузели прво и друго место у Дивизији I, група А 2013. године

## Систем такмичења
На турниру је учествовало укупно 16 репрезентација које су у основном делу подељене у две групе са по 8 екипа. Након седам одиграних кола групне фазе такмичења по 4 првопласиране селекције из обе групе такмичење су наставиле у четвртфиналу, док су последње пласиране селекције испале из овог ранга такмичења за наредну годину.
Распоред бодова у групној фази одвијао се по следећем систему:
- 3 бода - победа након 60 минута игре;
- 2 бода - победа након продужетака или после извођења пенала;
- 1 бод - пораз након продужетака или извођења пенала;
- 0 бодова - пораз након 60 минута игре.

У групној фази продужетак је трајао 5 минута и играло се до „златног гола“ (победник је екипа која прва постигне погодак), док је у елиминационој фази продужетак трајао 10 минута, односно у финалу 20 минута. У случају да у продужетку није постигнут погодак изводили су се пенали. Пенал серију започињала су по три играча оба тима, а победник је екипа која постигне више голова. Уколико је након почетне серије резултат и даље био нерешен, извођење пенала се настављало „системом један за један“ све док једна екипа не оствари предност.
Уколико су две или више екипа групну фазу завршиле са истим бројем бодова предност су имале екипе које су имале бољи међусобни скор у директном дуелу, затим бољу гол разлику, потом више постигнутих голова, те на крају на основу пласмана на ИИХФ ранг листи.
Коначан пласман на позицијама од 5. до 16. места одређен је на основу резултата у групној и елиминационој фази.

## Први круг
У првом кругу учествује шеснаест репрезентација подељених у две групе са осам репрезентација. Четири најбоље пласиране репрезентације из обе групе пролазе у четвртфинале, док ће последње пласирани из обе групе следеће године играти у Дивизији I група A.
|  | Пласман у четвртфинале        |
|  | Испали у Дивизију I - група A |

### Група А
Сатница је по локалном времену (УТЦ+3)
| 9. мај 2014. 16:45 | Француска | 3:2 (пен) (1:1, 0:0, 1:1 0:0, 1:0) | Канада | Чижовка арена, Минск Посетилаца: 6.780 |

| Извор                                                                         | Извор              | Извор                                       | Извор        | Извор                                                                   |
| ----------------------------------------------------------------------------- | ------------------ | ------------------------------------------- | ------------ | ----------------------------------------------------------------------- |
|                                                                               | Кристобал Хуе      | Голмани                                     | Џејмс Рејмер | Судије Кејт Кавал Стив Патаф Линијске судије Николас Флури Андре Шрадер |
| Стефан Да Коста — 17:03 Стефан Да Коста — 52:35 Пјер Едуар Белмар (поб.пенал) | 1:0 1:1 1:2 :2 3:2 | Брејден Шен — 19:45 Ерик Гудбрансон — 50:42 |              | Судије Кејт Кавал Стив Патаф Линијске судије Николас Флури Андре Шрадер |
| 8 мин                                                                         | Искључења          | 12 мин                                      |              | Судије Кејт Кавал Стив Патаф Линијске судије Николас Флури Андре Шрадер |
| 29                                                                            | Шутеви на гол      | 36                                          |              | Судије Кејт Кавал Стив Патаф Линијске судије Николас Флури Андре Шрадер |

| 9. мај 2014. 20:45 | Словачка | 2:3 (пр) (0:1, 2:0, 0:1 0:1) | Чешка | Чижовка арена, Минск Посетилаца: 6.920 |

| Извор                                       | Извор              | Извор                                                          | Извор            | Извор                                                                                   |
| ------------------------------------------- | ------------------ | -------------------------------------------------------------- | ---------------- | --------------------------------------------------------------------------------------- |
|                                             | Јан Лацо           | Голмани                                                        | Александар Салак | Судије Вјачеслав Буланов Данијел Пјачезек Линијске судије Иван Дедулиа Станислав Раминг |
| Михел Миклик — 25:17 Марек Виденски — 35:45 | 0:1 :1 2:1 2:2 2:3 | 06:24 – Ондреј Немец 57:53 – Јаромир Јагр 61:50 – Јакуб Клепиш |                  | Судије Вјачеслав Буланов Данијел Пјачезек Линијске судије Иван Дедулиа Станислав Раминг |
| 10 мин                                      | Искључења          | 10 мин                                                         |                  | Судије Вјачеслав Буланов Данијел Пјачезек Линијске судије Иван Дедулиа Станислав Раминг |
| 16                                          | Шутеви на гол      | 33                                                             |                  | Судије Вјачеслав Буланов Данијел Пјачезек Линијске судије Иван Дедулиа Станислав Раминг |

| 10. мај 2014. 12:45 | Италија | 0 : 3 (0:1, 0:1, 0:1) | Норвешка | Чижовка арена, Минск Посетилаца: 4.200 |

| Извор | Извор            | Извор                                                | Извор       | Извор                                                                        |
| ----- | ---------------- | ---------------------------------------------------- | ----------- | ---------------------------------------------------------------------------- |
|       | Данијел Белисимо | Голмани                                              | Ларс Хауген | Судије Мартин Фрањо Маркус Винерборг Линијске судије Пол Карнатан Џастин Хал |
|       | 0:1 0:2 0:3      | 05:42 – Н. Рест 31:19 – М. Аск 53:29 – А. Бастиенсен |             | Судије Мартин Фрањо Маркус Винерборг Линијске судије Пол Карнатан Џастин Хал |
| 4 мин | Искључења        | 6 мин                                                |             | Судије Мартин Фрањо Маркус Винерборг Линијске судије Пол Карнатан Џастин Хал |
| 15    | Шутеви на гол    | 27                                                   |             | Судије Мартин Фрањо Маркус Винерборг Линијске судије Пол Карнатан Џастин Хал |

| 10. мај 2014. 16:45 | Шведска | 3 : 0 (2:0, 0:0, 1:0) | Данска | Чижовка арена, Минск Посетилаца: 4.900 |

| Извор                                                    | Извор         | Извор   | Извор           | Извор                                                                               |
| -------------------------------------------------------- | ------------- | ------- | --------------- | ----------------------------------------------------------------------------------- |
|                                                          | Андерс Нилсон | Голмани | Патрик Галбрајт | Судије Данијел Пјачезек Максим Сидоренко Линијске судије Вит Ледерер Антон Семјонов |
| М. Баклунд – 11:41 М. Баклунд – 19:23 Г. Никвист – 48:13 | 1:0 2:0 3:0   |         |                 | Судије Данијел Пјачезек Максим Сидоренко Линијске судије Вит Ледерер Антон Семјонов |
| 6 мин                                                    | Искључења     | 6 мин   |                 | Судије Данијел Пјачезек Максим Сидоренко Линијске судије Вит Ледерер Антон Семјонов |
| 34                                                       | Шутеви на гол | 21      |                 | Судије Данијел Пјачезек Максим Сидоренко Линијске судије Вит Ледерер Антон Семјонов |

| 10. мај 2014. 20:45 | Канада | 4 : 1 (0:0, 1:1, 3:0) | Словачка | Чижовка арена, Минск Посетилаца: 6.200 |

| Извор                                                               | Извор               | Извор                   | Извор    | Извор                                                                             |
| ------------------------------------------------------------------- | ------------------- | ----------------------- | -------- | --------------------------------------------------------------------------------- |
|                                                                     | Бен Скривенс        | Голмани                 | Јан Лацо | Судије Микаел Норд Константин Оленин Линијске судије Маси Пуолака Сакари Суоминен |
| Џ. Вард – 37:21 К. Хоџсон – 47:07 К. Биекса – 57:56 Џ. Вард – 58:49 | 0:1 1:1 2:1 3:1 4:1 | 32:24 – К. Слобода (пп) |          | Судије Микаел Норд Константин Оленин Линијске судије Маси Пуолака Сакари Суоминен |
| 8 мин                                                               | Искључења           | 10 мин                  |          | Судије Микаел Норд Константин Оленин Линијске судије Маси Пуолака Сакари Суоминен |
| 28                                                                  | Шутеви на гол       | 24                      |          | Судије Микаел Норд Константин Оленин Линијске судије Маси Пуолака Сакари Суоминен |

| 11. мај 2014. 12:45 | Француска | 1 : 2 (0:0, 1:1, 0:1) | Италија | Чижовка арена, Минск Посетилаца: 4.600 |

| Извор             | Извор         | Извор                                      | Извор            | Извор                                                                                   |
| ----------------- | ------------- | ------------------------------------------ | ---------------- | --------------------------------------------------------------------------------------- |
|                   | Кристобал Хуе | Голмани                                    | Данијел Белисимо | Судије Вјачеслав Буланов Максим Сидоренко Линијске судије Антон Семјонов Мирослав Валах |
| Л. Муније – 30:57 | 1:0 1:1 1:2   | 32:53 – Ђ. Скандела (пп) 59:02 – М. Гандер |                  | Судије Вјачеслав Буланов Максим Сидоренко Линијске судије Антон Семјонов Мирослав Валах |
| 8 мин             | Искључења     | 14 мин                                     |                  | Судије Вјачеслав Буланов Максим Сидоренко Линијске судије Антон Семјонов Мирослав Валах |
| 29                | Шутеви на гол | 17                                         |                  | Судије Вјачеслав Буланов Максим Сидоренко Линијске судије Антон Семјонов Мирослав Валах |

| 11. мај 2014. 16:45 | Норвешка | 4 : 3 (1:2, 2:0, 1:1) | Данска | Чижовка арена, Минск Посетилаца: 4.837 |

| Извор                                                                                      | Извор                       | Извор                                                           | Извор        | Извор                                                                       |
| ------------------------------------------------------------------------------------------ | --------------------------- | --------------------------------------------------------------- | ------------ | --------------------------------------------------------------------------- |
|                                                                                            | Ларс Хауген                 | Голмани                                                         | Симон Нилсен | Судије Игор Дремељ Алекси Рантала Линијске судије Пол Карнатан Маси Пуолака |
| Ј. Холес – 06:30 К. А. Олимб (пп) – 22:39 П. О. Скредер (пен) – 31:29 M. Триг (пп) – 52:15 | 0:1 0:2 1:2 2:2 3:2 4:2 4:3 | 02:35 – М. Поулсен (пп) 02:55 – Ф. Сторм 56:27 – Ј. Хансен (пп) |              | Судије Игор Дремељ Алекси Рантала Линијске судије Пол Карнатан Маси Пуолака |
| 20 мин                                                                                     | Искључења                   | 14 мин                                                          |              | Судије Игор Дремељ Алекси Рантала Линијске судије Пол Карнатан Маси Пуолака |
| 27                                                                                         | Шутеви на гол               | 18                                                              |              | Судије Игор Дремељ Алекси Рантала Линијске судије Пол Карнатан Маси Пуолака |

| 11. мај 2014. 20:45 | Шведска | 4 : 3 (пен) (1:2, 1:1, 1:0; 0:0; 1:0) | Чешка | Чижовка арена, Минск Посетилаца: 6.018 |

| Извор                                                                                               | Извор                          | Извор                                                                                      | Извор            | Извор                                                                            |
| --------------------------------------------------------------------------------------------------- | ------------------------------ | ------------------------------------------------------------------------------------------ | ---------------- | -------------------------------------------------------------------------------- |
| | Андерс Нилсон                  | Голмани                                                                                    | Александар Салак | Судије Роман Гофман Александар Оленин Линијске судије Николас Флури Андре Шрадер |
| О. Мелер – 11:26 О. Мелер (пп) – 36:02 Ј. Линдстрем (ппп) – 48:40 М. Баклунд Л. Класен Ј. Линдстрем | 0:1 1:1 1:2 1:3 2:3 3:3 Пенали | 00:08 – Т. Хертл 19:35 – J. Худлер (пп) 31:53 – М. Затович Ј. Коварж Ј. Клепиш Р. Червенка |                  | Судије Роман Гофман Александар Оленин Линијске судије Николас Флури Андре Шрадер |
| 12 мин                                                                                              | Искључења                      | 10 мин                                                                                     |                  | Судије Роман Гофман Александар Оленин Линијске судије Николас Флури Андре Шрадер |
| 25                                                                                                  | Шутеви на гол                  | 33                                                                                         |                  | Судије Роман Гофман Александар Оленин Линијске судије Николас Флури Андре Шрадер |

| 12. мај 2014. 16:45 | Словачка | 3 : 5 (1:0, 2:1, 0:4) | Француска | Чижовка арена, Минск Посетилаца: 5.358 |

| Извор                                                    | Извор                           | Извор                                                                                              | Извор         | Извор                                                                   |
| -------------------------------------------------------- | ------------------------------- | -------------------------------------------------------------------------------------------------- | ------------- | ----------------------------------------------------------------------- |
|                                                          | Јан Лацо                        | Голмани                                                                                            | Кристобал Хуе | Судије Кит Кавал Стив Патафи Линијске судије Иван Дедјуља Николас Флури |
| Л. Нађ (SH) – 15:36 Л. Нађ – 23:31 М. Шатан (пп) – 36:11 | 1:0 2:0 2:1 3:1 3:2 3:3 3:4 3:5 | 26:23 – Б. Амар (пп) 50:30 – Б. Амар (пп2) 50:56 − А. Русел (пп) 56:19 – Д. Флери 59:32 – А. Русел |               | Судије Кит Кавал Стив Патафи Линијске судије Иван Дедјуља Николас Флури |
| 14 мин                                                   | Искључења                       | 10 мин                                                                                             |               | Судије Кит Кавал Стив Патафи Линијске судије Иван Дедјуља Николас Флури |
| 21                                                       | Шутеви на гол                   | 26                                                                                                 |               | Судије Кит Кавал Стив Патафи Линијске судије Иван Дедјуља Николас Флури |

| 12. мај 2014. 20:45 | Чешка | 3 : 4 (1:1, 0:3, 2:0) | Канада | Чижовка арена, Минск Посетилаца: 6.317 |

| Извор                                                        | Извор                         | Извор                                                                          | Извор        | Извор                                                                                   |
| ------------------------------------------------------------ | ----------------------------- | ------------------------------------------------------------------------------ | ------------ | --------------------------------------------------------------------------------------- |
|                                                              | Јакуб Коварж Александар Салак | Голмани                                                                        | Џејмс Рајмер | Судије Ларс Бригеман Вјачеслав Буланов Линијске судије Станислав Раминг Сакари Суоминен |
| Р. Червенка – 05:55 Ј. Новотни – 52:11 T. Хертл (пп) – 53:00 | 1:0 1:1 1:2 1:3 1:4 2:4 3:4   | 09:56 – Џ. Вард 23:22 – К. Турис 36:07 – Н. Макинон (пп) 36:24 – M. Рајли (пп) |              | Судије Ларс Бригеман Вјачеслав Буланов Линијске судије Станислав Раминг Сакари Суоминен |
| 37 мин                                                       | Искључења                     | 6 мин                                                                          |              | Судије Ларс Бригеман Вјачеслав Буланов Линијске судије Станислав Раминг Сакари Суоминен |
| 34                                                           | Шутеви на гол                 | 20                                                                             |              | Судије Ларс Бригеман Вјачеслав Буланов Линијске судије Станислав Раминг Сакари Суоминен |

| 13. мај 2014. 16:45 | Италија | 1 : 4 (1:1, 0:2, 0:1) | Данска | Чижовка арена, Минск Посетилаца: 5.092 |

| Извор             | Извор               | Извор                                                                      | Извор        | Извор                                                                       |
| ----------------- | ------------------- | -------------------------------------------------------------------------- | ------------ | --------------------------------------------------------------------------- |
|                   | Данијел Белисимо    | Голмани                                                                    | Симон Нилсен | Судије Антоњин Јержабек Микале Норд Линијске судије Пол Карнатан Џими Дамен |
| Д. Коснер – 12:15 | 0:1 1:1 1:2 1:3 1:4 | 02:51 – J. Јенсен 35:50 – J. Хансен 36:19 – E. Кристенсен 57:34 – K. Стаал |              | Судије Антоњин Јержабек Микале Норд Линијске судије Пол Карнатан Џими Дамен |
| 8 мин             | Искључења           | 8 мин                                                                      |              | Судије Антоњин Јержабек Микале Норд Линијске судије Пол Карнатан Џими Дамен |
| 13                | Шутеви на гол       | 31                                                                         |              | Судије Антоњин Јержабек Микале Норд Линијске судије Пол Карнатан Џими Дамен |

| 13. мај 2014. 20:45 | Норвешка | 1 : 2 (0:0, 1:1, 0:1) | Шведска | Чижовка арена, Минск Посетилаца: 6.389 |

| Извор            | Извор         | Извор                                       | Извор         | Извор                                                                       |
| ---------------- | ------------- | ------------------------------------------- | ------------- | --------------------------------------------------------------------------- |
|                  | Стефен Себерг | Голмани                                     | Андерс Нилсон | Судије Јури Рен Максим Сидоренко Линијске судије Вит Ледерер Антон Семјонов |
| С. Олден – 22:47 | 1:0 1:1 1:2   | 36:33 – J. Линдстрем (пп) 47:18 – Л. Класен |               | Судије Јури Рен Максим Сидоренко Линијске судије Вит Ледерер Антон Семјонов |
| 14 мин           | Искључења     | 12 мин                                      |               | Судије Јури Рен Максим Сидоренко Линијске судије Вит Ледерер Антон Семјонов |
| 14               | Шутеви на гол | 35                                          |               | Судије Јури Рен Максим Сидоренко Линијске судије Вит Ледерер Антон Семјонов |

| 14. мај 2014. 16:45 | Чешка | 2 : 0 (0:0, 1:0, 1:0) | Италија | Чижовка арена, Минск Посетилаца: 4.160 |

| Извор                            | Извор            | Извор   | Извор            | Извор                                                                           |
| -------------------------------- | ---------------- | ------- | ---------------- | ------------------------------------------------------------------------------- |
|                                  | Александар Салак | Голмани | Данијел Белисимо | Судије Максим Сидоренко Маркус Винерборг Линијске судије Иван Дедјуља Пјер Деан |
| J. Секач – 22:53 J. Јагр – 55:34 | 1:0 2:0          |         |                  | Судије Максим Сидоренко Маркус Винерборг Линијске судије Иван Дедјуља Пјер Деан |
| 4 мин                            | Искључења        | 10 мин  |                  | Судије Максим Сидоренко Маркус Винерборг Линијске судије Иван Дедјуља Пјер Деан |
| 37                               | Шутеви на гол    | 11      |                  | Судије Максим Сидоренко Маркус Винерборг Линијске судије Иван Дедјуља Пјер Деан |

| 14. мај 2014. 20:45 | Словачка | 5 : 2 (2:2, 1:0, 2:0) | Норвешка | Чижовка арена, Минск Посетилаца: 5.881 |

| Извор                                                                             | Извор                       | Извор                               | Извор       | Извор                                                                        |
| --------------------------------------------------------------------------------- | --------------------------- | ----------------------------------- | ----------- | ---------------------------------------------------------------------------- |
|                                                                                   | Јан Лацо                    | Голмани                             | Ларс Хауген | Судије Ларс Бригеман Роман Гофман Линијске судије Крис Карлсон Николас Флури |
| T. Татар – 01:06 Ј. Микуш – 09:17 Л. Нађ – 39:42 Л. Нађ – 47:47 М. Миклик – 48:33 | 1:0 1:1 2:1 2:2 3:2 4:2 5:2 | 05:39 – A. Бонсаксен 11:07 – M. Аск |             | Судије Ларс Бригеман Роман Гофман Линијске судије Крис Карлсон Николас Флури |
| 8 мин                                                                             | Искључења                   | 8 мин                               |             | Судије Ларс Бригеман Роман Гофман Линијске судије Крис Карлсон Николас Флури |
| 33                                                                                | Шутеви на гол               | 20                                  |             | Судије Ларс Бригеман Роман Гофман Линијске судије Крис Карлсон Николас Флури |

| 15. мај 2014. 16:45 | Канада | 6 : 1 (1:1, 1:0, 4:0) | Данска | Чижовка арена, Минск Посетилаца: 7.085 |

| Извор | Извор                       | Извор             | Извор           | Извор                                                                             |
| --- | --------------------------- | ----------------- | --------------- | --------------------------------------------------------------------------------- |
| | Бен Скривенс                | Голмани           | Патрик Голбрајт | Судије Игор Дремељ Владимир Шиндлер Линијске судије Маси Пуолака Станислав Раминг |
| К. Хоџсон – 05:24 К. Хоџсон – 25:03 M. Рид – 41:15 M. Рид – 43:08 Ж. Убердо – 48:35 К. Хоџсон (пп) – 50:24 | 1:0 1:1 2:1 3:1 4:1 5:1 6:1 | 09:06 – Н. Јенсен |                 | Судије Игор Дремељ Владимир Шиндлер Линијске судије Маси Пуолака Станислав Раминг |
| 8 мин | Искључења                   | 8 мин             |                 | Судије Игор Дремељ Владимир Шиндлер Линијске судије Маси Пуолака Станислав Раминг |
| 46 | Шутеви на гол               | 30                |                 | Судије Игор Дремељ Владимир Шиндлер Линијске судије Маси Пуолака Станислав Раминг |

| 15. мај 2014. 20:45 | Шведска | 2 : 1 (0:0, 2:0, 0:1) | Француска | Чижовка арена, Минск Посетилаца: 7.045 |

| Извор                                 | Извор         | Извор               | Извор         | Извор                                                                          |
| ------------------------------------- | ------------- | ------------------- | ------------- | ------------------------------------------------------------------------------ |
|                                       | Андерс Нилсон | Голмани             | Флоријан Арди | Судије Антоњин Јержабек Алекси Рантала Линијске судије Пол Карнатан Џастин Хал |
| Ј. Лундквист – 35:32 O. Мелер – 35:49 | 1:0 2:0 2:1   | 44:52 – С. Да Коста |               | Судије Антоњин Јержабек Алекси Рантала Линијске судије Пол Карнатан Џастин Хал |
| 8 мин                                 | Искључења     | 20 мин              |               | Судије Антоњин Јержабек Алекси Рантала Линијске судије Пол Карнатан Џастин Хал |
| 34                                    | Шутеви на гол | 18                  |               | Судије Антоњин Јержабек Алекси Рантала Линијске судије Пол Карнатан Џастин Хал |

| 16. мај 2014. 16:45 | Канада | 6 : 1 (1:0, 4:0, 1:1) | Италија | Чижовка арена, Минск Посетилаца: 5.772 |

| Извор | Извор                       | Извор             | Извор                            | Извор                                                                          |
| --- | --------------------------- | ----------------- | -------------------------------- | ------------------------------------------------------------------------------ |
| | Џејмс Рајмер                | Голмани           | Данијел Белисимо Андреас Бернард | Судије Роман Гофман Даијел Пјечажек Линијске судије Пјер Деан Станицлав Раминг |
| Џ. Вард – 13:07 К. Хоџсон (пп) – 21:39 Џ. Чимера – 26:02 K. Турис – 29:19 К. Хоџсон – 36:15 Б. Шен – 56:30 | 1:0 2:0 3:0 4:0 5:0 5:1 6:1 | 41:12 – Д. Борели |                                  | Судије Роман Гофман Даијел Пјечажек Линијске судије Пјер Деан Станицлав Раминг |
| 14 мин | Искључења                   | 33 мин            |                                  | Судије Роман Гофман Даијел Пјечажек Линијске судије Пјер Деан Станицлав Раминг |
| 34 | Шутеви на гол               | 22                |                                  | Судије Роман Гофман Даијел Пјечажек Линијске судије Пјер Деан Станицлав Раминг |

| 16. мај 2014. 20:45 | Шведска | 3 : 1 (2:0, 0:1, 1:0) | Словачка | Чижовка арена, Минск Посетилаца: 7.563 |

| Извор                                                             | Извор           | Извор               | Извор                   | Извор                                                                       |
| ----------------------------------------------------------------- | --------------- | ------------------- | ----------------------- | --------------------------------------------------------------------------- |
|                                                                   | Андерс Нилсон   | Голмани             | Јан Лацо Јарослав Јанус | Судије Јури Рен Владимир Шиндлер Линијске судије Крис Карлсон Јеп Лирмакерс |
| Г. Никвист (пп) – 10:05 M. Баклунд (пп) – 19:49 M. Нигрен – 41:58 | 1:0 2:0 2:1 3:1 | 29:12 – M. Маринчин |                         | Судије Јури Рен Владимир Шиндлер Линијске судије Крис Карлсон Јеп Лирмакерс |
| 8 мин                                                             | Искључења       | 8 мин               |                         | Судије Јури Рен Владимир Шиндлер Линијске судије Крис Карлсон Јеп Лирмакерс |
| 40                                                                | Шутеви на гол   | 21                  |                         | Судије Јури Рен Владимир Шиндлер Линијске судије Крис Карлсон Јеп Лирмакерс |

| 17. мај 2014. 12:45 | Француска | 5 : 4 (пен) (0:1, 3:1, 1:2; 0:0; 1:0) | Норвешка | Чижовка арена, Минск Посетилаца: 6.103 |

| Извор | Извор                                  | Извор                                                                                                  | Извор       | Извор                  |
| --- | -------------------------------------- | --- | ----------- | ---------------------- |
| | Кристобал Уе                           | Голмани                                                                                                | Ларс Хауген | Судије Линијске судије |
| A. Русел – 37:25 Ј. Треиле – 37:51 А. Русел – 38:16 П. Е. Белмар – 42:37 Д. Флери П. Е. Белмар С. Да Коста | 0:1 0:2 1:2 2:2 3:2 3:3 4:3 4:4 Пенали | 11:28 – M. Триг 21:47 – M. Аск 41:30 – Д. Сарвик 45:48 – M. Олимб К. Олимб П. О. Скрадер A. Бастиансен |             | Судије Линијске судије |
| 18 мин | Искључења                              | 4 мин                                                                                                  |             | Судије Линијске судије |
| 36 | Шутеви на гол                          | 28 |             | Судије Линијске судије |

| 17. мај 2014. 16:45 | Данска | 4 : 3 (пен) (1:2, 0:0, 2:1; 0:0; 1:0) | Чешка | Чижовка арена, Минск Посетилаца: 6.892 |

| Извор                                                                              | Извор                          | Извор                                                                                    | Извор            | Извор                                                                    |
| ---------------------------------------------------------------------------------- | ------------------------------ | ---------------------------------------------------------------------------------------- | ---------------- | ------------------------------------------------------------------------ |
|                                                                                    | Симон Нилсен                   | Голмани                                                                                  | Александар Салак | Судије Кит Кавал Стив Патафи Линијске судије Крис Карлсон Антон Семјонов |
| С. Ласен – 09:56 J. Јенсен (пп) – 55:31 П. Бјеркстранд – 59:07 М. Бадкер Н. Јенсен | 0:1 0:2 1:2 1:3 2:3 3:3 Пенали | 04:26 – J. Клепиш (пп) 06:55 – Ј. Јагр (пп) 45:04 – J. Киндл Ј. Клепиш J. Худлер Ј. Јагр |                  | Судије Кит Кавал Стив Патафи Линијске судије Крис Карлсон Антон Семјонов |
| 10 мин                                                                             | Искључења                      | 10 мин                                                                                   |                  | Судије Кит Кавал Стив Патафи Линијске судије Крис Карлсон Антон Семјонов |
| 27                                                                                 | Шутеви на гол                  | 32                                                                                       |                  | Судије Кит Кавал Стив Патафи Линијске судије Крис Карлсон Антон Семјонов |

| 17. мај 2014. 20:45 | Словачка | 4 : 1 (1:0, 2:1, 1:0) | Италија | Чижовка арена, Минск Посетилаца: 5.929 |

| Извор                                                                           | Извор               | Извор           | Извор            | Извор                                                                        |
| ------------------------------------------------------------------------------- | ------------------- | --------------- | ---------------- | ---------------------------------------------------------------------------- |
|                                                                                 | Јан Лацо            | Голмани         | Данијел Белисимо | Судије Вјачеслав Буланов Микаел Норд Линијске судије Џастин Хал Маси Пуолака |
| M. Далога – 10:08 M. Виеденски – 23:05 T. Татар – 34:13 M. Миклик (пп2) – 48:07 | 1:0 2:0 3:0 3:1 4:1 | 38:26 – A. Егер |                  | Судије Вјачеслав Буланов Микаел Норд Линијске судије Џастин Хал Маси Пуолака |
| 14 мин                                                                          | Искључења           | 10 мин          |                  | Судије Вјачеслав Буланов Микаел Норд Линијске судије Џастин Хал Маси Пуолака |
| 53                                                                              | Шутеви на гол       | 20              |                  | Судије Вјачеслав Буланов Микаел Норд Линијске судије Џастин Хал Маси Пуолака |

| 18. мај 2014. 16:45 | Канада | 3 : 2 (про) (0:1, 2:1, 0:0; 1:0) | Шведска | Чижовка арена, Минск Посетилаца: 8.453 |

| Извор                                                 | Извор               | Извор                                  | Извор         | Извор                                                                                    |
| ----------------------------------------------------- | ------------------- | -------------------------------------- | ------------- | ---------------------------------------------------------------------------------------- |
|                                                       | Бен Скривенс        | Голмани                                | Андерс Нилсон | Судије Константин Оленин Алекси Рантала Линијске судије Станислав Раминг Сакари Суоминен |
| Б. Шен – 23:52 K. Биекса (пп) – 27:46 Р. Елис – 62:38 | 0:1 0:2 1:2 2:2 3:2 | 13:49 – J. Линдстрем 21:06 – Л. Класен |               | Судије Константин Оленин Алекси Рантала Линијске судије Станислав Раминг Сакари Суоминен |
| 10 мин                                                | Искључења           | 12 мин                                 |               | Судије Константин Оленин Алекси Рантала Линијске судије Станислав Раминг Сакари Суоминен |
| 31                                                    | Шутеви на гол       | 32                                     |               | Судије Константин Оленин Алекси Рантала Линијске судије Станислав Раминг Сакари Суоминен |

| 18. мај 2014. 20:45 | Чешка | 1 : 0 (1:0, 0:0, 0:0) | Норвешка | Чижовка арена, Минск Посетилаца: 7.902 |

| Извор              | Извор            | Извор   | Извор         | Извор                                                                      |
| ------------------ | ---------------- | ------- | ------------- | -------------------------------------------------------------------------- |
|                    | Александар Салак | Голмани | Стефан Себерг | Судије Јури Ран Маркус Винерборг Линијске судије Џими Дамен Антон Семјонов |
| В. Соботка — 00:39 | 1:0              |         |               | Судије Јури Ран Маркус Винерборг Линијске судије Џими Дамен Антон Семјонов |
| 8 мин              | Искључења        | 8 мин   |               | Судије Јури Ран Маркус Винерборг Линијске судије Џими Дамен Антон Семјонов |
| 39                 | Шутеви на гол    | 21      |               | Судије Јури Ран Маркус Винерборг Линијске судије Џими Дамен Антон Семјонов |

| 19. мај 2014. 16:45 | Данска | 2 : 6 (1:2, 1:0, 0:4) | Француска | Чижовка арена, Минск Посетилаца: 7.450 |

| Извор                              | Извор                           | Извор | Извор        | Извор                                                                              |
| ---------------------------------- | ------------------------------- | --- | ------------ | ---------------------------------------------------------------------------------- |
|                                    | Симон Нилсен                    | Голмани | Кристобал Уе | Судије Алекси Рантала Максим Сидоренко Линијске судије николас Флури Јеп Лирмакерс |
| Ј. Јенсен – 15:09 K. Стаал – 34:41 | 0:1 1:1 1:2 2:2 2:3 2:4 2:5 2:6 | 01:08 – Ж. Десросије 19:23 – A. Русел 49:10 – П. Е. Белмар 50:36 – С. Да Коста 52:52 – A. Манавјан 55:09 – С. Да Коста |              | Судије Алекси Рантала Максим Сидоренко Линијске судије николас Флури Јеп Лирмакерс |
| 8 мин                              | Искључења                       | 4 мин |              | Судије Алекси Рантала Максим Сидоренко Линијске судије николас Флури Јеп Лирмакерс |
| 33                                 | Шутеви на гол                   | 29 |              | Судије Алекси Рантала Максим Сидоренко Линијске судије николас Флури Јеп Лирмакерс |

| 19. мај 2014. 20:45 | Италија | 1 : 5 (1:2, 0:2, 0:1) | Шведска | Чижовка арена, Минск Посетилаца: 7.878 |

| Извор             | Извор                   | Извор | Извор          | Извор                                                                              |
| ----------------- | ----------------------- | --- | -------------- | ---------------------------------------------------------------------------------- |
|                   | Данијел Белисимо        | Голмани | Јоаким Ериксон | Судије Роман Гофман Владимир Шиндлер Линијске судије Пол Карнатан Станислав Раминг |
| M. Гандер – 10:07 | 0:1 1:1 1:2 1:3 1:4 1:5 | 00:48 – Г. Никвист 16:32 – M. Екхолм (пп) 34:24 – Г. Нигвист 37:53 – Н. Данијелсон (пп) 55:55 – Ј. Ериксон (пп) |                | Судије Роман Гофман Владимир Шиндлер Линијске судије Пол Карнатан Станислав Раминг |
| 12 мин            | Искључења               | 6 мин |                | Судије Роман Гофман Владимир Шиндлер Линијске судије Пол Карнатан Станислав Раминг |
| 11                | Шутеви на гол           | 40 |                | Судије Роман Гофман Владимир Шиндлер Линијске судије Пол Карнатан Станислав Раминг |

| 20. мај 2014. 12:45 | Норвешка | 2 : 3 (1:0, 1:2, 0:1) | Канада | Чижовка арена, Минск Посетилаца: 7.487 |

| Извор                                        | Извор               | Извор                                                        | Извор        | Извор                                                                                  |
| -------------------------------------------- | ------------------- | ------------------------------------------------------------ | ------------ | -------------------------------------------------------------------------------------- |
|                                              | Стефан Себерг       | Голмани                                                      | Џејмс Рајмер | Судије Данијел Пјечажек Максим Сидоренко Линијске судије Станислав Раминг Андре Шрадер |
| A. Бастиансен (пп) – 13:05 M. Хансен – 32:16 | 1:0 1:1 2:1 2:2 2:3 | 23:36 – Џ. Вард (пп) 36:25 – M. Шејфеле 50:43 – Џ. Вард (пп) |              | Судије Данијел Пјечажек Максим Сидоренко Линијске судије Станислав Раминг Андре Шрадер |
| 14 мин                                       | Искључења           | 4 мин                                                        |              | Судије Данијел Пјечажек Максим Сидоренко Линијске судије Станислав Раминг Андре Шрадер |
| 16                                           | Шутеви на гол       | 42                                                           |              | Судије Данијел Пјечажек Максим Сидоренко Линијске судије Станислав Раминг Андре Шрадер |

| 20. мај 2014. 16:45 | Данска | 3 : 4 (0:1, 1:0, 2:3) | Словачка | Чижовка арена, Минск Посетилаца: 7.251 |

| Извор                                                         | Извор                       | Извор                                                                               | Извор    | Извор                                                                         |
| ------------------------------------------------------------- | --------------------------- | ----------------------------------------------------------------------------------- | -------- | ----------------------------------------------------------------------------- |
|                                                               | Симон Нилсен                | Голмани                                                                             | Јан Лацо | Судије Кит Кавал Константин Оленин Линијске судије Вит Ледерер Антон Семјонов |
| M. Бедкер (пп) – 21:11 M. Грен (пп) – 52:53 J. Јенсен – 54:25 | 0:1 1:1 1:2 2:2 2:3 2:4 3:4 | 14:41 – T. Татар 41:31 – M. Миклик (пп2) 53:53 – M. Виеденски (пп) 54:17 – Т. Татар |          | Судије Кит Кавал Константин Оленин Линијске судије Вит Ледерер Антон Семјонов |
| 20 мин                                                        | Искључења                   | 20 мин                                                                              |          | Судије Кит Кавал Константин Оленин Линијске судије Вит Ледерер Антон Семјонов |
| 30                                                            | Шутеви на гол               | 24                                                                                  |          | Судије Кит Кавал Константин Оленин Линијске судије Вит Ледерер Антон Семјонов |

| 20. мај 2014. 20:45 | Чешка | 5 : 4 (про) (1:3, 3:0, 0:1; 1:0) | Француска | Чижовка арена, Минск Посетилаца: 8.214 |

| Извор                                                                                    | Извор                               | Извор                                                                                  | Извор         | Извор                                                                   |
| ---------------------------------------------------------------------------------------- | ----------------------------------- | -------------------------------------------------------------------------------------- | ------------- | ----------------------------------------------------------------------- |
|                                                                                          | Александар Салак                    | Голмани                                                                                | Флоријан Арди | Судије Игор Дремељ Роман Гофман Линијске судије Џастин Хал Маси Пуолака |
| В. Соботка – 19:18 J. Секач – 24:30 J. Јагр – 31:29 M. Затович – 32:42 Ј. Коларж – 62:19 | 0:1 0:2 0:3 1:3 2:3 3:3 4:3 4:4 5:4 | 06:48 – Ж. Десросије 17:48 – Ж. Десросије (пп) 18:22 – Л. Муније 42:36 – A. Русел (пп) |               | Судије Игор Дремељ Роман Гофман Линијске судије Џастин Хал Маси Пуолака |
| 14 мин                                                                                   | Искључења                           | 10 мин                                                                                 |               | Судије Игор Дремељ Роман Гофман Линијске судије Џастин Хал Маси Пуолака |
| 39                                                                                       | Шутеви на гол                       | 24                                                                                     |               | Судије Игор Дремељ Роман Гофман Линијске судије Џастин Хал Маси Пуолака |

| #  | Репрезентација | Ут | П | Ппр | Ипр | И | ГД | ГП | ГР  | Бод |
| -- | -------------- | -- | - | --- | --- | - | -- | -- | --- | --- |
| 1. | Канада         | 7  | 5 | 1   | 1   | 0 | 28 | 13 | +15 | 18  |
| 2. | Шведска        | 7  | 5 | 1   | 1   | 0 | 21 | 10 | +11 | 18  |
| 3. | Чешка          | 7  | 2 | 2   | 2   | 1 | 20 | 18 | +2  | 12  |
| 4. | Француска      | 7  | 2 | 2   | 1   | 2 | 25 | 20 | +5  | 11  |
| 5. | Словачка       | 7  | 3 | 0   | 1   | 3 | 20 | 21 | -1  | 9   |
| 6. | Норвешка       | 7  | 2 | 0   | 1   | 4 | 16 | 19 | -3  | 7   |
| 7. | Данска         | 7  | 1 | 1   | 0   | 5 | 17 | 27 | -10 | 5   |
| 8. | Италија        | 7  | 1 | 0   | 0   | 6 | 6  | 25 | -19 | 3   |

### Група Б
Сатница је по локалном времену (УТЦ+3)
| 9. мај 2014. 16:45 | Швајцарска | 0:5 (0:3, 0:1, 0:1) | Русија | Минск арена, Минск Посетилаца: 13.300 |

| Извор  | Извор               | Извор | Извор            | Извор                                                                         |
| ------ | ------------------- | --- | ---------------- | ----------------------------------------------------------------------------- |
|        | Леонардо Џенони     | Голмани | Сергеј Бобровски | Судије Ларс Бругеман Антонин Јерабек Линијске судије Крис Карлсон Пиер Дехаен |
|        | 0:1 0:2 0:3 0:4 0:5 | 00:13 — Сергеј Плотников 06:34 — Александар Овечкин 17:15 — Вадим Шипачјев 29:06 — Антон Белов 58:25 — Данис Зарипов |                  | Судије Ларс Бругеман Антонин Јерабек Линијске судије Крис Карлсон Пиер Дехаен |
| 10 мин | Искључења           | 8 мин |                  | Судије Ларс Бругеман Антонин Јерабек Линијске судије Крис Карлсон Пиер Дехаен |
| 27     | Шутеви на гол       | 31 |                  | Судије Ларс Бругеман Антонин Јерабек Линијске судије Крис Карлсон Пиер Дехаен |

| 9. мај 2014. 20:45 | Белорусија | 1:6 (0:1, 1:3, 0:2) | САД | Минск арена, Минск Посетилаца: 13.600 |

| Извор                   | Извор                       | Извор | Извор     | Извор                                                                           |
| ----------------------- | --------------------------- | --- | --------- | ------------------------------------------------------------------------------- |
|                         | Андреј Мезин                | Голмани | Тим Томас | Судије Мартин Франо Владимир Шиндлер Линијске судије Џон Килиан Сакари Суоминен |
| Андреј Степанов — 39:56 | 0:1 0:2 0:3 0:4 1:4 1:5 1:6 | 12:22 — Брок Нелсон 34:59 — Џејкоб Труба 35:55 — Џони Гаудру 37:42 — Колин Макдоналд 54:58 — Џејкоб Труба 56:57 — Џејк Гардинер |           | Судије Мартин Франо Владимир Шиндлер Линијске судије Џон Килиан Сакари Суоминен |
| 14 мин                  | Искључења                   | 6 мин |           | Судије Мартин Франо Владимир Шиндлер Линијске судије Џон Килиан Сакари Суоминен |
| 21                      | Шутеви на гол               | 25 |           | Судије Мартин Франо Владимир Шиндлер Линијске судије Џон Килиан Сакари Суоминен |

| 10. мај 2014. 12:45 | Казахстан | 1 : 2 (пен) (1:1, 0:0, 0:0; 0:0; 0:1) | Немачка | Минск арена, Минск Посетилаца: 12.880 |

| Извор                                                | Извор             | Извор                                              | Извор   | Извор                                                                            |
| ---------------------------------------------------- | ----------------- | -------------------------------------------------- | ------- | -------------------------------------------------------------------------------- |
|                                                      | Виталиј Јеремејев | Голмани                                            | Роб Цеп | Судије Алекси Рантала Владимир Шиндлер Линијске судије Џими Дамен Мирослав Валах |
| A. Гаврилин – 10:08 Р. Старченко Н. Антропов Д. Упер | 1:0 1:1 Пенали    | 18:49 – M. Плахта A. Барта T. Риедер T. Опенхајмер |         | Судије Алекси Рантала Владимир Шиндлер Линијске судије Џими Дамен Мирослав Валах |
| 20 мин                                               | Искључења         | 4 мин                                              |         | Судије Алекси Рантала Владимир Шиндлер Линијске судије Џими Дамен Мирослав Валах |
| 20                                                   | Шутеви на гол     | 27                                                 |         | Судије Алекси Рантала Владимир Шиндлер Линијске судије Џими Дамен Мирослав Валах |

| 10. мај 2014. 16:45 | Финска | 2 : 3 (1:1, 1:0, 0:2) | Летонија | Минск арена, Минск Посетилаца: 11.700 |

| Извор                                        | Извор               | Извор                                                               | Извор           | Извор                                                                          |
| -------------------------------------------- | ------------------- | ------------------------------------------------------------------- | --------------- | ------------------------------------------------------------------------------ |
|                                              | Пека Рине           | Голмани                                                             | Едгар Масаљскис | Судије Игор Дремељ Антоњин Јержабек Линијске судије Иван Дедјуља Јап Лирмакерс |
| M. Саломаки – 04:30 P. Контиола (пп) – 31:42 | 1:0 1:1 2:1 2:2 2:3 | 06:18 – K. Даугавинш 47:48 – K. Сотниекс (пп) 52:22 – A. Кулда (пп) |                 | Судије Игор Дремељ Антоњин Јержабек Линијске судије Иван Дедјуља Јап Лирмакерс |
| 18 мин                                       | Искључења           | 12 мин                                                              |                 | Судије Игор Дремељ Антоњин Јержабек Линијске судије Иван Дедјуља Јап Лирмакерс |
| 24                                           | Шутеви на гол       | 26                                                                  |                 | Судије Игор Дремељ Антоњин Јержабек Линијске судије Иван Дедјуља Јап Лирмакерс |

| 10. мај 2014. 20:45 | САД | 3 : 2 (0:0, 1:2, 2:0) | Швајцарска | Минск арена, Минск Посетилаца: 11.000 |

| Извор                                                   | Извор               | Извор                                   | Извор     | Извор                                                                      |
| ------------------------------------------------------- | ------------------- | --------------------------------------- | --------- | -------------------------------------------------------------------------- |
|                                                         | Тим Томас           | Голмани                                 | Рето Бера | Судије Роман Гофман Јури Рам Линијске судије Крис Карлсон Станислав Раминг |
| П. Милер – 26:15 К. Смит (пп) – 41:28 T. Џонсон – 53:15 | 0:1 1:1 1:2 2:2 3:2 | 21:28 – Д. Холенштајн 29:39 – Д. Брунер |           | Судије Роман Гофман Јури Рам Линијске судије Крис Карлсон Станислав Раминг |
| 14 мин                                                  | Искључења           | 12 мин                                  |           | Судије Роман Гофман Јури Рам Линијске судије Крис Карлсон Станислав Раминг |
| 38                                                      | Шутеви на гол       | 29                                      |           | Судије Роман Гофман Јури Рам Линијске судије Крис Карлсон Станислав Раминг |

| 11. мај 2014. 13:45 | Немачка | 3 : 2 (1:1, 1:1, 1:0) | Летонија | Минск арена, Минск Посетилаца: 11.200 |

| Извор                                                         | Извор               | Извор                                     | Извор               | Извор                                                            |
| ------------------------------------------------------------- | ------------------- | ----------------------------------------- | ------------------- | ---------------------------------------------------------------- |
|                                                               | Филип Грубауер      | Голмани                                   | Кристерс Гудљевскис | Судије Стив Патафи Јури Ран Линијске судије Пјер Деан Јон Килиан |
| M. Небелс – 12:15 Ф. Мауер (пп) – 20:30 Т. Опенхајмер – 55:26 | 1:0 1:1 2:1 2:2 3:2 | 18:35 – П. Пујацс (пп) 27:15 – М. Редлихс |                     | Судије Стив Патафи Јури Ран Линијске судије Пјер Деан Јон Килиан |
| 4 мин                                                         | Искључења           | 6 мин                                     |                     | Судије Стив Патафи Јури Ран Линијске судије Пјер Деан Јон Килиан |
| 33                                                            | Шутеви на гол       | 21                                        |                     | Судије Стив Патафи Јури Ран Линијске судије Пјер Деан Јон Килиан |

| 11. мај 2014. 17:30 | Белорусија | 4 : 1 (0:1, 2:0, 2:0) | Казахстан | Минск арена, Минск Посетилаца: 13.734 |

| Извор                                                                               | Извор               | Извор               | Извор             | Извор                                                                  |
| ----------------------------------------------------------------------------------- | ------------------- | ------------------- | ----------------- | ---------------------------------------------------------------------- |
|                                                                                     | Виталиј Ковал       | Голмани             | Виталиј Јеремејев | Судије Ларс Бригеман Ким Кавал Линијске судије Џими Дамен Јап Лирмакер |
| A. Степанов (пп) – 22:46 Н. Стасенко – 30:08 С. Костицин – 41:25 A. Каљужњи – 59:56 | 0:1 1:1 2:1 3:1 4:1 | 04:12 – A. Гаврилин |                   | Судије Ларс Бригеман Ким Кавал Линијске судије Џими Дамен Јап Лирмакер |
| 12 мин                                                                              | Искључења           | 12 мин              |                   | Судије Ларс Бригеман Ким Кавал Линијске судије Џими Дамен Јап Лирмакер |
| 29                                                                                  | Шутеви на гол       | 20                  |                   | Судије Ларс Бригеман Ким Кавал Линијске судије Џими Дамен Јап Лирмакер |

| 11. мај 2014. 21:00 | Финска | 2 : 4 (1:2, 1:2, 0:0) | Русија | Минск арена, Минск Посетилаца: 13.934 |

| Извор                                              | Извор                   | Извор                                                                             | Извор            | Извор                                                                      |
| -------------------------------------------------- | ----------------------- | --------------------------------------------------------------------------------- | ---------------- | -------------------------------------------------------------------------- |
|                                                    | Мико Коскинен           | Голмани                                                                           | Сергеј Бобровски | Судије Микаел Норд Маркус Винерборг Линијске судије Џастин Хал Вит Ледерер |
| J. Хиетанен (пп) – 09:13 J. Каралахти (пп) – 39:08 | 0:1 0:2 1:2 1:3 1:4 2:4 | 01:39 – В. Тихонов 04:38 – A. Овечкин (пп2) 22:42 – Н. Кулемин 34:40 – С. Калинин |                  | Судије Микаел Норд Маркус Винерборг Линијске судије Џастин Хал Вит Ледерер |
| 22 мин                                             | Искључења               | 14 мин                                                                            |                  | Судије Микаел Норд Маркус Винерборг Линијске судије Џастин Хал Вит Ледерер |
| 36                                                 | Шутеви на гол           | 26                                                                                |                  | Судије Микаел Норд Маркус Винерборг Линијске судије Џастин Хал Вит Ледерер |

| 12. мај 2014. 16:45 | Швајцарска | 3 : 4 (2:1, 0:1, 1:2) | Белорусија | Минск арена, Минск Посетилаца: 13.207 |

| Извор                                                     | Извор                       | Извор                                                                        | Извор         | Извор                                                                         |
| --------------------------------------------------------- | --------------------------- | ---------------------------------------------------------------------------- | ------------- | ----------------------------------------------------------------------------- |
|                                                           | Рето Бера                   | Голмани                                                                      | Виталиј Ковал | Судије Мартин Фрањо Данијел Пјечажек Линијске судије Јон Килијан Андре Шрадер |
| Ј. Вебер (пп) – 06:13 Р. Шапи – 17:41 E. Фројдево – 43:59 | 0:1 1:1 2:1 2:2 3:2 3:3 3:4 | 05:32 – С. Костицин 23:06 – A. Стас 49:49 – С. Костицин 57:54 – М. Грабовски |               | Судије Мартин Фрањо Данијел Пјечажек Линијске судије Јон Килијан Андре Шрадер |
| 10 мин                                                    | Искључења                   | 8 мин                                                                        |               | Судије Мартин Фрањо Данијел Пјечажек Линијске судије Јон Килијан Андре Шрадер |
| 31                                                        | Шутеви на гол               | 23                                                                           |               | Судије Мартин Фрањо Данијел Пјечажек Линијске судије Јон Килијан Андре Шрадер |

| 12. мај 2014. 20:45 | Русија | 6 : 1 (2:0, 4:1, 0:0) | САД | Минск арена, Минск Посетилаца: 14.124 |

| Извор | Извор                       | Извор                 | Извор     | Извор                                                                           |
| --- | --------------------------- | --------------------- | --------- | ------------------------------------------------------------------------------- |
| | Андреј Василевски           | Голмани               | Тим Томас | Судије Антоњин Јержабек Владимир Шиндлер Линијске судије Крис Карлсон Пјер Деан |
| Н. Кулемин − 06:06 A. Овечкин − 18:47 В. Тихонов − 20:20 Ј. Кузњецов − 29:07 С. Плотников − 31:07 В. Тихонов − 39:14 | 1:0 2:0 3:0 3:1 4:1 5:1 6:1 | 20:57 − Џ. Абделкедер |           | Судије Антоњин Јержабек Владимир Шиндлер Линијске судије Крис Карлсон Пјер Деан |
| 16 мин | Искључења                   | 12 мин                |           | Судије Антоњин Јержабек Владимир Шиндлер Линијске судије Крис Карлсон Пјер Деан |
| 23 | Шутеви на гол               | 40                    |           | Судије Антоњин Јержабек Владимир Шиндлер Линијске судије Крис Карлсон Пјер Деан |

| 13. мај 2014. 16:45 | Немачка | 0 : 4 (0:2, 0:2, 0:0) | Финска | Минск арена, Минск Посетилаца: 10.959 |

| Извор | Извор           | Извор                                                                      | Извор     | Извор                                                                           |
| ----- | --------------- | -------------------------------------------------------------------------- | --------- | ------------------------------------------------------------------------------- |
|       | Роб Цеп         | Голмани                                                                    | Пека Рине | Судије Мартин Фрањо Константин Оленин Линијске судије Џастин Хал Мирослав Валах |
|       | 0:1 0:2 0:3 0:4 | 09:33 − П. Контиола 14:16 − J. Имонен 31:54 − O. Палола 32:24 − Л. Комаров |           | Судије Мартин Фрањо Константин Оленин Линијске судије Џастин Хал Мирослав Валах |
| 8 мин | Искључења       | 6 мин                                                                      |           | Судије Мартин Фрањо Константин Оленин Линијске судије Џастин Хал Мирослав Валах |
| 20    | Шутеви на гол   | 29                                                                         |           | Судије Мартин Фрањо Константин Оленин Линијске судије Џастин Хал Мирослав Валах |

| 13. мај 2014. 20:45 | Казахстан | 4 : 5 (2:1, 2:3, 0:1) | Летонија | Минск арена, Минск Посетилаца: 10.870 |

| Извор                                                                                   | Извор                               | Извор                                                                                           | Извор            | Извор                                                                         |
| --------------------------------------------------------------------------------------- | ----------------------------------- | ----------------------------------------------------------------------------------------------- | ---------------- | ----------------------------------------------------------------------------- |
|                                                                                         | Виталиј Јеремејев                   | Голмани                                                                                         | Едгарс Масаљскис | Судије Игор Дремељ Маркус Винерборг Линијске судије Вит Ледерер Јап Лирмакерс |
| T. Жајлауов – 04:43 Ј. Римарев – 19:45 Н. Антропов (пп2) – 39:11 Ј. Блохин (пп) – 39:55 | 0:1 1:1 2:1 2:2 2:3 2:4 3:4 4:4 4:5 | 01:15 – M. Индрашис 23:41 – A. Кулда 29:51 – A. Кулда (пп) 34:07 – М. Индрашис 43:22 – Ј. Шталс |                  | Судије Игор Дремељ Маркус Винерборг Линијске судије Вит Ледерер Јап Лирмакерс |
| 8 мин                                                                                   | Искључења                           | 18 мин                                                                                          |                  | Судије Игор Дремељ Маркус Винерборг Линијске судије Вит Ледерер Јап Лирмакерс |
| 29                                                                                      | Шутеви на гол                       | 27                                                                                              |                  | Судије Игор Дремељ Маркус Винерборг Линијске судије Вит Ледерер Јап Лирмакерс |

| 14. мај 2014. 16:45 | Швајцарска | 3 : 2 (1:1, 2:1, 0:0) | Немачка | Минск арена, Минск Посетилаца: 11.628 |

| Извор                                                        | Извор               | Извор                                       | Извор   | Извор                                                                        |
| ------------------------------------------------------------ | ------------------- | ------------------------------------------- | ------- | ---------------------------------------------------------------------------- |
|                                                              | Рето Бера           | Голмани                                     | Роб Цеп | Судије Стив Патафи Алекси Рантала Линијске судије Јон Килијан Антон Семјонов |
| Д. Брунер (пп) – 12:17 Д. Холенштајн – 32:13 K. Роми – 36:27 | 1:0 1:1 2:1 3:1 3:2 | 13:57 – T. Опенхајмер 38:52 – T. Опенхајмер |         | Судије Стив Патафи Алекси Рантала Линијске судије Јон Килијан Антон Семјонов |
| 6 мин                                                        | Искључења           | 6 мин                                       |         | Судије Стив Патафи Алекси Рантала Линијске судије Јон Килијан Антон Семјонов |
| 25                                                           | Шутеви на гол       | 24                                          |         | Судије Стив Патафи Алекси Рантала Линијске судије Јон Килијан Антон Семјонов |

| 14. мај 2014. 20:45 | Русија | 7 : 2 (1:0, 3:0, 3:2) | Казахстан | Минск арена, Минск Посетилаца: 12.299 |

| Извор | Извор                               | Извор                                   | Извор          | Извор                                                                         |
| --- | ----------------------------------- | --------------------------------------- | -------------- | ----------------------------------------------------------------------------- |
| | Сергеј Бобровски                    | Голмани                                 | Алексеј Иванов | Судије Данијел Пјечажек Јури Ран Линијске судије Андре Шрадер Сакари Суоминен |
| С. Плотников (пп) – 14:24 Ј. Јаковљев (пп) – 22:07 Д. Зарипов (пп) – 23:26 Н. Кулемин – 31:14 В. Тихонов– 41:05 С. Плотников (пп) – 59:17 A. Бурмистров – 59:54 | 1:0 2:0 3:0 4:0 5:0 5:1 5:2 6:2 7:2 | 49:31 – M. Паншин 53:33 – A. Спиридонов |                | Судије Данијел Пјечажек Јури Ран Линијске судије Андре Шрадер Сакари Суоминен |
| 4 мин | Искључења                           | 12 мин                                  |                | Судије Данијел Пјечажек Јури Ран Линијске судије Андре Шрадер Сакари Суоминен |
| 47 | Шутеви на гол                       | 18                                      |                | Судије Данијел Пјечажек Јури Ран Линијске судије Андре Шрадер Сакари Суоминен |

| 15. мај 2014. 16:45 | САД | 5 : 6 (1:2, 2:1, 2:3) | Летонија | Минск арена, Минск Посетилаца: 11.814 |

| Извор                                                                                            | Извор                                       | Извор | Извор               | Извор                                                                                  |
| ------------------------------------------------------------------------------------------------ | ------------------------------------------- | --- | ------------------- | -------------------------------------------------------------------------------------- |
|                                                                                                  | Тим Томас                                   | Голмани | Кристерс Гудљевскис | Судије Вјачеслав Буланов Константин Оленин Линијске судије Јап Лирмакер Мирослав Валах |
| К. Смит – 16:39 Б. Нелсон (пп) – 28:58 T. Џонсон (пп) – 31:00 С. Џоунс – 53:26 Б. Нелсон – 58:30 | 0:1 1:1 1:2 1:3 2:3 3:3 3:4 4:4 4:5 4:6 5:6 | 15:39 – Г. Меија 18:57 – M. Редлихс 28:08 – A. Ниживијс (пп) 51:25 – К. Даугавињш 54:35 – З. Гиргенсонс 57:39 – Х. Васиљевс |                     | Судије Вјачеслав Буланов Константин Оленин Линијске судије Јап Лирмакер Мирослав Валах |
| 20 мин                                                                                           | Искључења                                   | 16 мин |                     | Судије Вјачеслав Буланов Константин Оленин Линијске судије Јап Лирмакер Мирослав Валах |
| 36                                                                                               | Шутеви на гол                               | 25 |                     | Судије Вјачеслав Буланов Константин Оленин Линијске судије Јап Лирмакер Мирослав Валах |

| 15. мај 2014. 20:45 | Финска | 2 : 0 (1:0, 0:0, 1:0) | Белорусија | Минск арена, Минск Посетилаца: 14.447 |

| Извор                                       | Извор         | Извор   | Извор        | Извор                                                                 |
| ------------------------------------------- | ------------- | ------- | ------------ | --------------------------------------------------------------------- |
|                                             | Пека Рине     | Голмани | Кевин Лаланд | Судије Ларс Бригеман Кит Кавал Линијске судије Џими Дамен Вид Ледерер |
| П. Контиола– 16:30 П. Контиола (пп) – 59:44 | 1:0 2:0       |         |              | Судије Ларс Бригеман Кит Кавал Линијске судије Џими Дамен Вид Ледерер |
| 12 мин                                      | Искључења     | 8 мин   |              | Судије Ларс Бригеман Кит Кавал Линијске судије Џими Дамен Вид Ледерер |
| 15                                          | Шутеви на гол | 15      |              | Судије Ларс Бригеман Кит Кавал Линијске судије Џими Дамен Вид Ледерер |

| 16. мај 2014. 16:45 | САД | 4 : 3 (про) (1:1, 2:1, 0:1; 1:0) | Казахстан | Минск арена, Минск Посетилаца: 10.779 |

| Извор                                                                          | Извор                       | Извор                                                             | Извор          | Извор                                                                         |
| ------------------------------------------------------------------------------ | --------------------------- | ----------------------------------------------------------------- | -------------- | ----------------------------------------------------------------------------- |
|                                                                                | Тим Томас                   | Голмани                                                           | Алексеј Иванов | Судије Микаел Норд Максим Сидоренко Линијске судије Николас Флури Вит Ледерер |
| К. Смит (пп) – 18:38 С. Џоунс (пп) – 23:44 M. Донован – 35:02 С. Џоунс – 61:05 | 0:1 1:1 1:2 2:2 3:2 3:3 4:3 | 14:23 – Р. Старченко (пп) 21:21 – K. Романов 53:10 – Р. Старченко |                | Судије Микаел Норд Максим Сидоренко Линијске судије Николас Флури Вит Ледерер |
| 8 мин                                                                          | Искључења                   | 14 мин                                                            |                | Судије Микаел Норд Максим Сидоренко Линијске судије Николас Флури Вит Ледерер |
| 40                                                                             | Шутеви на гол               | 25                                                                |                | Судије Микаел Норд Максим Сидоренко Линијске судије Николас Флури Вит Ледерер |

| 16. мај 2014. 20:45 | Финска | 3 : 2 (пен) (1:0, 1:0, 0:2; 0:0; 1:0) | Швајцарска | Минск арена, Минск Посетилаца: 12.630 |

| Извор                                                                                        | Извор                  | Извор                                                                              | Извор     | Извор                                                                          |
| -------------------------------------------------------------------------------------------- | ---------------------- | ---------------------------------------------------------------------------------- | --------- | ------------------------------------------------------------------------------ |
|                                                                                              | Пека Рине              | Голмани                                                                            | Рето Бера | Судије Мартин Фрањо Антоњин Јержабек Линијске судије Иван Дедјуља Андре Шрадер |
| T. Кивисто – 05:14 O. Јокинен – 32:26 Ј. Имонен J. Лехтера Е. Хаула П. Контиола И. Пакаринен | 1:0 2:0 2:1 2:2 Пенали | 41:57 – Р. Сури 56:35 – Р. Јоси Д. Брунер Д. Холенштајн Р. Сури К. Фиала Д. Брунер |           | Судије Мартин Фрањо Антоњин Јержабек Линијске судије Иван Дедјуља Андре Шрадер |
| 2 мин                                                                                        | Искључења              | 4 мин                                                                              |           | Судије Мартин Фрањо Антоњин Јержабек Линијске судије Иван Дедјуља Андре Шрадер |
| 25                                                                                           | Шутеви на гол          | 28                                                                                 |           | Судије Мартин Фрањо Антоњин Јержабек Линијске судије Иван Дедјуља Андре Шрадер |

| 17. мај 2014. 12:45 | Летонија | 1 : 4 (1:3, 0:1, 0:0) | Русија | Минск арена, Минск Посетилаца: 14.427 |

| Извор               | Извор               | Извор                                                                            | Извор            | Извор                                                                        |
| ------------------- | ------------------- | -------------------------------------------------------------------------------- | ---------------- | ---------------------------------------------------------------------------- |
|                     | Кристерс Гудљевскис | Голмани                                                                          | Сергеј Бобровски | Судије Ларс Бригеман Алекси Рантала Линијске судије Пол Карнатан Јон Килијан |
| M. Индрашис – 07:30 | 1:0 1:1 1:2 1:3 1:4 | 10:55 – В. Тихонов 15:23 – С. Широков 18:12 – В. Тихонов (пп) 28:04 – С. Калинин |                  | Судије Ларс Бригеман Алекси Рантала Линијске судије Пол Карнатан Јон Килијан |
| 33 мин              | Искључења           | 6 мин                                                                            |                  | Судије Ларс Бригеман Алекси Рантала Линијске судије Пол Карнатан Јон Килијан |
| 15                  | Шутеви на гол       | 43                                                                               |                  | Судије Ларс Бригеман Алекси Рантала Линијске судије Пол Карнатан Јон Килијан |

| 17. мај 2014. 20:45 | Белорусија | 5 : 2 (1:2, 1:0, 3:0) | Немачка | Минск арена, Минск Посетилаца: 14.478 |

| Извор                                                                                                | Извор                       | Извор                               | Извор   | Извор                                                                           |
| --- | --------------------------- | ----------------------------------- | ------- | ------------------------------------------------------------------------------- |
| | Виталиј Ковал Кевин Лаланд  | Голмани                             | Роб Цеп | Судије Роман Гофман Маркус Винерборг Линијске судије Џими Дамен Сакари Суоминен |
| A. Степанов (пп) – 15:27 A. Угаров – 34:23 М. Грабовски – 42:55 Џ. Плат – 44:05 М. Грабовски – 49:54 | 0:1 0:2 1:2 2:2 3:2 4:2 5:2 | 08:04 – K. Хоспелт 11:53 – A. Барта |         | Судије Роман Гофман Маркус Винерборг Линијске судије Џими Дамен Сакари Суоминен |
| 29 мин                                                                                               | Искључења                   | 2 мин                               |         | Судије Роман Гофман Маркус Винерборг Линијске судије Џими Дамен Сакари Суоминен |
| 16                                                                                                   | Шутеви на гол               | 19                                  |         | Судије Роман Гофман Маркус Винерборг Линијске судије Џими Дамен Сакари Суоминен |

| 17. мај 2014. 20:45 | Швајцарска | 6 : 2 (2:0, 2:0, 2:2) | Казахстан | Минск арена, Минск Посетилаца: 11.739 |

| Извор | Извор                           | Извор                                                   | Извор                            | Извор                                                                  |
| --- | ------------------------------- | ------------------------------------------------------- | -------------------------------- | ---------------------------------------------------------------------- |
| | Рето Бера                       | Голмани                                                 | Виталиј Јеремејев Алексеј Иванов | Судије Игор Дремељ Мартин Фрањо Линијске судије Иван Дедјуља Пјер Деан |
| Д. Кукан – 09:44 Д. Холенштајн (пп) – 14:06 Ј. Вебер (пп) – 27:22 А. Амбихл (пп) – 37:33 Л. Кунти (пп) – 43:16 E. Блум – 46:05 | 1:0 2:0 3:0 4:0 5:0 6:0 6:1 6:2 | 50:22 – В. Краснослободцев (пп) 59:32 – Ј. Римарев (пп) |                                  | Судије Игор Дремељ Мартин Фрањо Линијске судије Иван Дедјуља Пјер Деан |
| 12 мин | Искључења                       | 45 мин                                                  |                                  | Судије Игор Дремељ Мартин Фрањо Линијске судије Иван Дедјуља Пјер Деан |
| 40 | Шутеви на гол                   | 25                                                      |                                  | Судије Игор Дремељ Мартин Фрањо Линијске судије Иван Дедјуља Пјер Деан |

| 18. мај 2014. 16:45 | САД | 3 : 1 (1:0, 0:0, 2:1) | Финска | Минск арена, Минск Посетилаца: 13.030 |

| Извор                                                 | Извор           | Извор              | Извор     | Извор                                                                            |
| ----------------------------------------------------- | --------------- | ------------------ | --------- | -------------------------------------------------------------------------------- |
|                                                       | Тим Томас       | Голмани            | Пека Рине | Судије Ларс Бригеман Вјачеслав Буланов Линијске судије Џастин Хал Мирослав Валах |
| Б. Нелсон – 00:19 T. Џонсон – 46:42 T. Џонсон – 59:14 | 1:0 2:0 2:1 3:1 | 56:46 – T. Мантила |           | Судије Ларс Бригеман Вјачеслав Буланов Линијске судије Џастин Хал Мирослав Валах |
| 10 мин                                                | Искључења       | 8 мин              |           | Судије Ларс Бригеман Вјачеслав Буланов Линијске судије Џастин Хал Мирослав Валах |
| 24                                                    | Шутеви на гол   | 23                 |           | Судије Ларс Бригеман Вјачеслав Буланов Линијске судије Џастин Хал Мирослав Валах |

| 18. мај 2014. 20:45 | Русија | 3 : 0 (0:0, 0:0, 3:0) | Немачка | Минск арена, Минск Посетилаца: 14.021 |

| Извор                                                         | Извор             | Извор   | Извор          | Извор                                                               |
| ------------------------------------------------------------- | ----------------- | ------- | -------------- | ------------------------------------------------------------------- |
|                                                               | Андреј Васиљевски | Голмани | Филип Грубауер | Судије И. дремељ В. Шиндлер Линијске судије В. Ледерер Ј. Лирмакерс |
| В. Шипачов (пп) – 43:58 С. Широков – 50:10 В. Тихонов – 59:15 | 1:0 2:0 3:0       |         |                | Судије И. дремељ В. Шиндлер Линијске судије В. Ледерер Ј. Лирмакерс |
| 8 мин                                                         | Искључења         | 12 мин  |                | Судије И. дремељ В. Шиндлер Линијске судије В. Ледерер Ј. Лирмакерс |
| 31                                                            | Шутеви на гол     | 27      |                | Судије И. дремељ В. Шиндлер Линијске судије В. Ледерер Ј. Лирмакерс |

| 19. мај 2014. 16:45 | Казахстан | 3 : 4 (2:2, 0:2, 1:0) | Финска | Минск арена, Минск Посетилаца: 12.119 |

| Извор                                                               | Извор                       | Извор                                                                               | Извор     | Извор                                                     |
| ------------------------------------------------------------------- | --------------------------- | ----------------------------------------------------------------------------------- | --------- | --------------------------------------------------------- |
|                                                                     | Алексеј Иванов              | Голмани                                                                             | Пека Рине | Судије М. Норд С. Патафи Линијске судије П. Деан Ј. Килан |
| Ј. Римарев – 14:32 Ф. Полишчук (пп) – 15:51 K. Романов (пп) – 59:31 | 0:1 1:1 2:1 2:2 2:3 2:4 3:4 | 07:53 – O. Палола (пп) 19:18 – Ј. Лехтера 27:24 – O. Јокинен (пп) 39:57 – J. Имонен |           | Судије М. Норд С. Патафи Линијске судије П. Деан Ј. Килан |
| 8 мин                                                               | Искључења                   | 14 мин                                                                              |           | Судије М. Норд С. Патафи Линијске судије П. Деан Ј. Килан |
| 28                                                                  | Шутеви на гол               | 33                                                                                  |           | Судије М. Норд С. Патафи Линијске судије П. Деан Ј. Килан |

| 19. мај 2014. 20:45 | Летонија | 1 : 3 (0:2, 1:0, 0:1) | Белорусија | Минск арена, Минск Посетилаца: 14.531 |

| Извор                  | Извор            | Извор                                                    | Извор        | Извор                                                            |
| ---------------------- | ---------------- | -------------------------------------------------------- | ------------ | ---------------------------------------------------------------- |
|                        | Едгарс Масаљскис | Голмани                                                  | Кевин Лаланд | Судије А. Јержабек К. Кава Линијске судије К. Карлсон М. Пуолака |
| A. Кулда (пп2) – 33:49 | 0:1 0:2 1:2 1:3  | 08:07 – Џ. Плат 08:40 – M. Грабовски 59:59 – С. Костицин |              | Судије А. Јержабек К. Кава Линијске судије К. Карлсон М. Пуолака |
| 44 мин                 | Искључења        | 18 мин                                                   |              | Судије А. Јержабек К. Кава Линијске судије К. Карлсон М. Пуолака |
| 19                     | Шутеви на гол    | 16                                                       |              | Судије А. Јержабек К. Кава Линијске судије К. Карлсон М. Пуолака |

| 20. мај 2014. 12:45 | Немачка | 4 : 5 (0:0, 3:3, 1:2) | САД | Минск арена, Минск Посетилаца: 11.845 |

| Извор                                                                               | Извор                           | Извор | Извор     | Извор                                                          |
| ----------------------------------------------------------------------------------- | ------------------------------- | --- | --------- | -------------------------------------------------------------- |
|                                                                                     | Дани аус ден Биркен             | Голмани | Тим Томас | Судије В. Буланов М. Фрањо Линијске судије Н. Флури Ј. Килијан |
| A. Вајс – 23:32 K. Хоспелт (пп) – 30:29 Л. Драизајтл – 35:13 T. Риедер (пп) – 58:03 | 0:1 1:1 1:2 2:2 2:3 3:3 3:4 3:5 | 21:44 – Џ, Абделкејдер 27:18 – Д. Шор 32:53 – M. Донован (пп) 42:24 – Џ. Гудро (пп) 55:44 – Џ. Абделкејдер |           | Судије В. Буланов М. Фрањо Линијске судије Н. Флури Ј. Килијан |
| 8 мин                                                                               | Искључења                       | 14 мин |           | Судије В. Буланов М. Фрањо Линијске судије Н. Флури Ј. Килијан |
| 28                                                                                  | Шутеви на гол                   | 36 |           | Судије В. Буланов М. Фрањо Линијске судије Н. Флури Ј. Килијан |

| 20. мај 2014. 16:45 | Летонија | 2 : 3 (0:2, 1:1, 1:0) | Швајцарска | Минск арена, Минск Посетилаца: 12.868 |

| Извор                                | Извор               | Извор                                                | Извор     | Извор                                                        |
| ------------------------------------ | ------------------- | ---------------------------------------------------- | --------- | ------------------------------------------------------------ |
|                                      | Кристерс Гудљевскис | Голмани                                              | Рето Бера | Судије Ј. Ран М. Винерборг Линијске судије Џ. Дамен М. Валах |
| K. Јас – 21:57 З. Гиргенсонс – 57:37 | 0:1 0:2 0:3 1:3 2:3 | 08:39 – Д. Брунер 10:49 – Д. Шлумпф 20:27 – Ј. Вебер |           | Судије Ј. Ран М. Винерборг Линијске судије Џ. Дамен М. Валах |
| 8 мин                                | Искључења           | 12 мин                                               |           | Судије Ј. Ран М. Винерборг Линијске судије Џ. Дамен М. Валах |
| 28                                   | Шутеви на гол       | 26                                                   |           | Судије Ј. Ран М. Винерборг Линијске судије Џ. Дамен М. Валах |

| 20. мај 2014. 16:45 | Русија | 2 : 1 (0:0, 2:0, 0:1) | Белорусија | Минск арена, Минск Посетилаца: 14.679 |

| Извор                                        | Извор            | Извор              | Извор                      | Извор                                                            |
| -------------------------------------------- | ---------------- | ------------------ | -------------------------- | ---------------------------------------------------------------- |
|                                              | Сергеј Бобровски | Голмани            | Виталиј Ковал Кевин Лаланд | Судије М. Норд С. Патафи Линијске судије П. Карнатан С. Суоминен |
| С. Плотников (пп) – 32:46 В. Шипачев – 35:47 | 1:0 2:0 2:1      | 45:49 – В. Денисов |                            | Судије М. Норд С. Патафи Линијске судије П. Карнатан С. Суоминен |
| 10 мин                                       | Искључења        | 8 мин              |                            | Судије М. Норд С. Патафи Линијске судије П. Карнатан С. Суоминен |
| 27                                           | Шутеви на гол    | 20                 |                            | Судије М. Норд С. Патафи Линијске судије П. Карнатан С. Суоминен |

| #  | Репрезентација | Ут | П | Ппр | Ипр | И | ГД | ГП | ГР  | Бод |
| -- | -------------- | -- | - | --- | --- | - | -- | -- | --- | --- |
| 1. | Русија         | 7  | 7 | 0   | 0   | 0 | 31 | 7  | +24 | 21  |
| 2. | САД            | 7  | 4 | 1   | 0   | 2 | 27 | 23 | +4  | 14  |
| 3. | Белорусија     | 7  | 4 | 0   | 0   | 3 | 18 | 17 | +1  | 12  |
| 4. | Финска         | 7  | 3 | 1   | 0   | 3 | 18 | 15 | +3  | 11  |
| 5. | Швајцарска     | 7  | 3 | 0   | 1   | 3 | 19 | 21 | -2  | 10  |
| 6. | Летонија       | 7  | 3 | 0   | 0   | 4 | 20 | 24 | -4  | 9   |
| 7. | Немачка        | 7  | 1 | 1   | 0   | 5 | 13 | 23 | -10 | 5   |
| 8. | Казахстан      | 7  | 0 | 0   | 2   | 5 | 16 | 32 | -16 | 2   |

## Елиминациона фаза
|  | Четвртфинале | Четвртфинале |         |   | Полуфинале  | Полуфинале  |  |  | Финале | Финале |
|  |              |              |         |   |             |             |  |  |        |        |
|  | 22. мај      |              |         |   |             |             |  |  |        |        |
|  |              |              |         |   |             |             |  |  |        |        |
|  | Канада       | 2            |         |   |             |             |  |  |        |        |
|  | Канада       | 2            | 24. мај |   |             |             |  |  |        |        |
|  | Финска       | 3            |         |   |             |             |  |  |        |        |
|  | Финска       | 3            | Финска  | 3 |             |             |  |  |        |        |
|  | 22. мај      |              | Финска  | 3 |             |             |  |  |        |        |
|  |              | Чешка Р.     | 0       |   |             |             |  |  |        |        |
|  | САД          | Чешка Р.     | 0       | 3 |             |             |  |  |        |        |
|  | САД          |              | 25. мај | 3 |             |             |  |  |        |        |
|  | Чешка Р.     | 4            |         |   |             |             |  |  |        |        |
|  | Чешка Р.     | 4            | Русија  | 5 |             |             |  |  |        |        |
|  | 22. мај      |              | Русија  | 5 |             |             |  |  |        |        |
|  |              | Финска       | 2       |   |             |             |  |  |        |        |
|  | Русија       | Финска       | 2       | 3 |             |             |  |  |        |        |
|  | Русија       | 24. мај      |         | 3 |             |             |  |  |        |        |
|  | Француска    | 0            |         |   |             |             |  |  |        |        |
|  | Француска    | 0            | Русија  | 3 |             |             |  |  |        |        |
|  | 22. мај      |              | Русија  | 3 |             |             |  |  |        |        |
|  |              | Шведска      | 1       |   | Треће место | Треће место |  |  |        |        |
|  | Шведска      | Шведска      | 1       | 3 | Треће место | Треће место |  |  |        |        |
|  | Шведска      |              | 25. мај | 3 |             |             |  |  |        |        |
|  | Белорусија   | 2            |         |   |             |             |  |  |        |        |
|  | Белорусија   | 2            | Шведска | 3 |             |             |  |  |        |        |
|  |              |              |         |   |             |             |  |  |        |        |
|  | Чешка Р.     | 0            |         |   |             |             |  |  |        |        |
|  | Чешка Р.     | 0            |         |   |             |             |  |  |        |        |

### Четвртфинале
| 22. мај 2014. 16:00 | САД | 3 : 4 (1:1, 0:3, 2:0) | Чешка | Чижовка арена, Минск Посетилаца: 8.234 |

| Извор                                                      | Извор                       | Извор                                                                              | Извор            | Извор                                                          |
| ---------------------------------------------------------- | --------------------------- | ---------------------------------------------------------------------------------- | ---------------- | -------------------------------------------------------------- |
|                                                            | Тим Томас                   | Голмани                                                                            | Александар Салак | Судије М. Норд М. Винерборг Линијске судије Џ. Хал С. Суоминен |
| Б. Нелсон (пп) – 06:54 T. Џонсон – 58:50 T. Џонсон – 59:03 | 1:0 1:1 1:2 1:3 1:4 2:4 3:4 | 09:25 – T. Ролинек 26:51 – T. Хертл (пп) 28:06 – Р. Червенка (пп) 36:19 – O. Њемец |                  | Судије М. Норд М. Винерборг Линијске судије Џ. Хал С. Суоминен |
| 41 мин                                                     | Искључења                   | 14 мин                                                                             |                  | Судије М. Норд М. Винерборг Линијске судије Џ. Хал С. Суоминен |
| 34                                                         | Шутеви на гол               | 33                                                                                 |                  | Судије М. Норд М. Винерборг Линијске судије Џ. Хал С. Суоминен |

| 22. мај 2014. 17:00 | Русија | 3 : 0 (1:0, 1:0, 1:0) | Француска | Минск арена, Минск Посетилаца: 14.011 |

| Извор                                                         | Извор            | Извор   | Извор        | Извор                                                             |
| ------------------------------------------------------------- | ---------------- | ------- | ------------ | ----------------------------------------------------------------- |
|                                                               | Сергеј Бобровски | Голмани | Кристобал Уе | Судије А. Јержабек К. Кавал Линијске судије К. Карлсон В. Ледерер |
| A. Анисимов – 04:21 Ј. Малкин (пп) – 20:52 A. Кутузов – 47:36 | 1:0 2:0 3:0      |         |              | Судије А. Јержабек К. Кавал Линијске судије К. Карлсон В. Ледерер |
| 12 мин                                                        | Искључења        | 18 мин  |              | Судије А. Јержабек К. Кавал Линијске судије К. Карлсон В. Ледерер |
| 28                                                            | Шутеви на гол    | 16      |              | Судије А. Јержабек К. Кавал Линијске судије К. Карлсон В. Ледерер |

| 22. мај 2014. 20:00 | Канада | 2 : 3 (0:1, 2:0, 0:2) | Финска | Чижовка арена, Минск Посетилаца: 8.671 |

| Извор                               | Извор               | Извор                                                           | Извор     | Извор                                                              |
| ----------------------------------- | ------------------- | --------------------------------------------------------------- | --------- | ------------------------------------------------------------------ |
|                                     | Бен Скривенс        | Голмани                                                         | Пека Рине | Судије Л. Бригеман К. Оленин Линијске судије П. Карнатан А. Шрадер |
| K. Турис – 25:41 M. Шејфеле – 32:08 | 0:1 1:1 2:1 2:2 2:3 | 06:14 – O. Палола (пп) 40:28 – Ј. Хиетанен 56:52 – И. Пакаринен |           | Судије Л. Бригеман К. Оленин Линијске судије П. Карнатан А. Шрадер |
| 6 мин                               | Искључења           | 12 мин                                                          |           | Судије Л. Бригеман К. Оленин Линијске судије П. Карнатан А. Шрадер |
| 38                                  | Шутеви на гол       | 26                                                              |           | Судије Л. Бригеман К. Оленин Линијске судије П. Карнатан А. Шрадер |

| 22. мај 2014. 21:00 | Шведска | 3 : 2 (1:0, 1:2, 1:0) | Белорусија | Минск арена, Минск Посетилаца: 14.598 |

| Извор                                                                | Извор               | Извор                                | Извор        | Извор                                                        |
| -------------------------------------------------------------------- | ------------------- | ------------------------------------ | ------------ | ------------------------------------------------------------ |
|                                                                      | Андерс Нилсон       | Голмани                              | Кевин Лаланд | Судије В. Буланов Ј. Ран Линијске судије П. Деан А. Семјонов |
| Н. Данијелсон (пп) – 13:41 Ј. Ериксон (пп) – 37:27 М. Екхолм – 53:38 | 1:0 1:1 1:2 2:2 3:2 | 25:39 – Џ. Плат 34:14 – A. Јефименко |              | Судије В. Буланов Ј. Ран Линијске судије П. Деан А. Семјонов |
| 6 мин                                                                | Искључења           | 8 мин                                |              | Судије В. Буланов Ј. Ран Линијске судије П. Деан А. Семјонов |
| 25                                                                   | Шутеви на гол       | 23                                   |              | Судије В. Буланов Ј. Ран Линијске судије П. Деан А. Семјонов |

### Полуфинале
| 24. мај 2014. 14:45 | Русија | 3 : 1 (2:1, 1:0, 0:0) | Шведска | Минск арена, Минск Посетилаца: 14.521 |

| Извор                                                    | Извор            | Извор            | Извор         | Извор                                                           |
| -------------------------------------------------------- | ---------------- | ---------------- | ------------- | --------------------------------------------------------------- |
|                                                          | Сергеј Бобровски | Голмани          | Андерс Нилсон | Судије К. Кавал В. Шиндлер Линијске судије С. Суоминен М. Валах |
| С, Плотников – 13:25 С. Широков – 18:00 A. Белов – 31:02 | 0:1 1:1 2:1 3:1  | 00:19 – O. Мелер |               | Судије К. Кавал В. Шиндлер Линијске судије С. Суоминен М. Валах |
| 10 мин                                                   | Искључења        | 37 мин           |               | Судије К. Кавал В. Шиндлер Линијске судије С. Суоминен М. Валах |
| 34                                                       | Шутеви на гол    | 23               |               | Судије К. Кавал В. Шиндлер Линијске судије С. Суоминен М. Валах |

| 24. мај 2014. 18:45 | Чешка | 0 : 3 (0:1, 0:1, 0:1) | Финска | Минск арена, Минск Посетилаца: 14.378 |

| Извор  | Извор            | Извор                                                        | Извор     | Извор                                                              |
| ------ | ---------------- | ------------------------------------------------------------ | --------- | ------------------------------------------------------------------ |
|        | Александар Салак | Голмани                                                      | Пека Рине | Судије Л. Бригеман В. Буланов Линијске судије Џ. Дамен А. Семјонов |
|        | 0:1 0:2 0:3      | 08:57 – J. Лехтера 31:02 – J. Имонен (пп) 59:49 – Ј. Лехтере |           | Судије Л. Бригеман В. Буланов Линијске судије Џ. Дамен А. Семјонов |
| 10 мин | Искључења        | 6 мин                                                        |           | Судије Л. Бригеман В. Буланов Линијске судије Џ. Дамен А. Семјонов |
| 20     | Шутеви на гол    | 26                                                           |           | Судије Л. Бригеман В. Буланов Линијске судије Џ. Дамен А. Семјонов |

### Утакмица за бронзану медаљу
| 25. мај 2014. 16:30 | Шведска | 3 : 0 (2:0, 0:0, 1:0) | Чешка | Минск арена, Минск Посетилаца: 14.001 |

| Извор                                                        | Извор         | Извор   | Извор            | Извор                                                         |
| ------------------------------------------------------------ | ------------- | ------- | ---------------- | ------------------------------------------------------------- |
|                                                              | Андерс Нилсон | Голмани | Александар Салак | Судије В. Буланов Ј. Ран Линијске судије С. Суоминен М. Валах |
| J. Линдстрем – 04:28 С. Јалмарсон – 15:44 M. Баклунд — 48:22 | 1:0 2:0 3:0   |         |                  | Судије В. Буланов Ј. Ран Линијске судије С. Суоминен М. Валах |
| 14 мин                                                       | Искључења     | 10 мин  |                  | Судије В. Буланов Ј. Ран Линијске судије С. Суоминен М. Валах |
| 24                                                           | Шутеви на гол | 29      |                  | Судије В. Буланов Ј. Ран Линијске судије С. Суоминен М. Валах |

### Утакмица за златну медаљу
Пласман у велико финале које је играно 25. маја 2014. године оствариле су селекције Русије и Финске. Руси су до финала стигли остваривши свих 9 победа уз импозантну гол разлику од 37:9. Било је то њихово 7 финале од распада Совјетског Савеза 1991. године (укупно 36 финале рачунајући резултате Совјетског тима). Финска је до финала дошла промењивим играма и са чак 3 пораза из групне фазе такмичења, укључујући и пораз од Русије од 4:2 у групној фази. Било је то њихово укупно 9. финале светских првенстава (уз две титуле светских првака).
Због инцидента на полуфиналној утакмици са Чешком, селектор Русије Олег Знарок је суспендован и није му било дозвољено да води своју екипу у финалној утакмици.
Утакмица је почела у 21 сат по локалном времену (UTC+3). Главне судије су били Немац Ларс Бригеман и Американац Кит Кавал, док су на местима линијских судија били Крис Карлсон из Канаде и Андре Шредер из Немачке.
Прва трећина започела је веома оштром игром са обе стране, што је резултирало са чак 5 двоминутних искључења, 3 за Финце и 2 за Русе. Руси су искористили другу прилику са играчем више и повели са 1:0 у 10:45 минуту, прелепим голом Сергеја Широкова са леве стране, а пак се одбио од десне стативе и прошао иза леђа голмана Рине. Након водећег гола Руса, Финци почињу агресивније да играју у трећини противника и након неколико изгледних шанси за постизање поготка успевају да изједначе резултат свега три секунде пре краја трећине. Иро Пакаринен успео је да из ситуације 2 на 2 изађе као победник и савлада руског голмана Сергеја Бобровског. На 15-оминутни одмор након прве трећине се одлази резултатом 1:1.
Друга трећина почиње нервознијом игром Руса на средини терена која је резултирала искључењем Зарипова у 25:20 минуту. Финци користе ситуацију са играчем више и 22-огодишње десно крило Финске репрезентације Оли Палола, на асистенцију Јормаке и Лехтере, доводи свој тим у вођство. Финска води са 2:1 у 26:51 минуту утакмице. Финско вођство је кратко трајало, пошто је већ 43 секунде касније Вадим Шипачов одличном асистенцијом упослио Александра Овечкина који је лаганим бекхенд ударцем савладао финског голмана. Убрзо су следила два искључења финских играча заредом, те су Руси у једном моменту цео минут имали чак два играча више на терену. Јевгениј Малкин је снажним ударцем са дистанце довео свој тим у вођство у 35:36 минуту утакмице. Иако је Малкин свега два минута после постизања тог поготка искључен на 2 минута због саплитања, Финци нису били у стању да озбиљније запрете голу противника у позицији са играчем више. Русија је добила другу трећину са 2:1 уз чак 18 удараца ка голу противника, док су Финци свега 5 пута шутирали ка голу противника.
Непуна три минута по почетку треће трећине Фински нападач Томи Салинен због саплитања одлази на клупу за кажњене играче на два минута. У позицији са играчем више Сергеј Широков успева да превари одбрану ривала, асистира Зарипову који постиже свој први ван тајмер (директан шут на асистенцију без заустављања пака) погодак, те доноси Русији два поготка предност (у 44:42 минуту Русија води са 4:2). Финци су имали прилику да смање резултат после искључења Александра Кутузова у 45:15 минуту, али њихови нападачи нису успели да савладају руског голмана Бобровског. У последњих 5 минута сусрета Фински играчи су зарадили чак три искључења, Саломеки два пута и Лехтера једном. Коначан резултат утакмице поставља Виктор Тихонов на асистенцију Кутузова и Куљомина.
Русија је на крају добила утакмицу са убедљивих 5:2 и на тај начин дошла до своје укупно 27. златне медаље на светским првенствима, 5. након распада Совјетског Савеза.
| 25. мај 2014. 21:00 | Русија | 5 : 2 (1:1, 2:1, 2:0) | Финска | Минск арена, Минск Посетилаца: 15.112 |

| Извор | Извор                       | Извор                                       | Извор     | Извор                                                            |
| --- | --------------------------- | ------------------------------------------- | --------- | ---------------------------------------------------------------- |
| | Сергеј Бобровски            | Голмани                                     | Пека Рине | Судије Л. Бригеман К. Кавал Линијске судије К. Карлсон А. Шрадер |
| С. Широков – 10:45 A. Овечкин – 27:34 Ј. Малкин (пп2) – 35:36 Д. Зарипов (пп) – 44:24 В. Тихонов (пп) – 55:53 | 1:0 1:1 1:2 2:2 3:2 4:2 5:2 | 19:57 – И. Пакаринен 26:51 – O. Палола (пп) |           | Судије Л. Бригеман К. Кавал Линијске судије К. Карлсон А. Шрадер |
| 12 мин | Искључења                   | 28 мин                                      |           | Судије Л. Бригеман К. Кавал Линијске судије К. Карлсон А. Шрадер |
| 39 | Шутеви на гол               | 26                                          |           | Судије Л. Бригеман К. Кавал Линијске судије К. Карлсон А. Шрадер |

## Коначани пласман и признања

### Коначан пласман
Коначан пласман на светском првенству елитне дивизије 2014. је следећи:
|     | Русија           |
|     | Финска           |
|     | Шведска          |
| 4.  | Чешка            |
| 5.  | Канада           |
| 6.  | Сједињене Државе |
| 7.  | Белорусија       |
| 8.  | Француска        |
| 9.  | Словачка         |
| 10. | Швајцарска       |
| 11. | Летонија         |
| 12. | Норвешка         |
| 13. | Данска           |
| 14. | Немачка          |
| 15. | Италија          |
| 16. | Казахстан        |

## Играчка статистика

### Најефикаснији стрелци
Игарчи су на листи рангирани по броју освојених поена, а потом по головима:
| Хокејаш            | Ут. | Гол. | Асис. | Поени | +/- | Искљ. у мин |
| ------------------ | --- | ---- | ----- | ----- | --- | ----------- |
| Виктор Тихонов     | 10  | 8    | 8     | 16    | +10 | 10          |
| Данис Зарипов      | 10  | 3    | 10    | 13    | +7  | 6           |
| Сергеј Плотников   | 10  | 6    | 6     | 12    | +7  | 12          |
| Јори Лехтера       | 10  | 3    | 9     | 12    | +4  | 10          |
| Антоан Русел       | 8   | 6    | 5     | 11    | +6  | 16          |
| Јоаким Линдстрем   | 10  | 5    | 6     | 11    | +4  | 4           |
| Микел Миклик       | 7   | 4    | 7     | 11    | +5  | 0           |
| Александар Овечкин | 9   | 4    | 7     | 11    | +6  | 8           |
| Сет Џоунс          | 8   | 2    | 9     | 11    | +8  | 6           |
| Џони Гудро         | 8   | 2    | 8     | 10    | +4  | 2           |

### Најбољи голмани
Статистика 5 најбољих голмана базирана на проценту одбрањених шутева ка голу (сваки од голмана је одиграо минимум 40% минута своје екипе):
| Голман           | Мин    | ШНГ | ПГ   | ППГ | О%    | БПГ |
| ---------------- | ------ | --- | ---- | --- | ----- | --- |
| Сергеј Бобровски | 480:00 | 9   | 1.13 | 181 | 95.03 | 2   |
| Стефен Соберг    | 175:45 | 6   | 2.05 | 116 | 94.83 | 2   |
| Кевин Лаланд     | 240:37 | 5   | 1.25 | 80  | 93.75 | 0   |
| Андерс Нилсон    | 545:11 | 14  | 1.54 | 224 | 93.75 | 2   |
| Бен Скривенс     | 241:07 | 7   | 1.74 | 112 | 93.75 | 0   |

Извор: 

## Посећеност
Према подацима организационог одбора и ИИХФ-а, све 64 утакмице гледало је укупно 643.434 гледаоца, или у просеку 10.054 гледаоца по утакмици. Рекорд у броју посетилаца је оборен већ после окончања четвртфиналних утакмица, када је регистровано укупно 582.032 гледаоца на трибинама обе дворане. Ранији рекорд постављен је на првенству 2004. у Чешкој (у Прагу и Острави), и тада је све утакмице гледало укупно 552.097 становника (али је тада одиграно и 8 утакмица мање у односу на овај турнир).

## Састави освајача медаља
| Поз. | Репрезентација | Састав репрезентације |
| ---- | -------------- | --- |
| 1.   | Русија         | А. Худобин • А. Зубарев • Д. Денисов • А. Овечкин • В. Тихонов • Ј. Малкин • А. Кутузов • С. Плотников • Д. Орлов • Д. Зарипов • А. Василевски • С. Калинин • Н. Куљомин • А. Анисимов • Ј. Јаковљев • С. Широков • Ј. Дадонов • А. Бурмистров • С. Бобровски • М. Чудинов • А. Белов • Ј. Медведев • В. Шипачов • А. Локтионов • Ј. Кузњецов Селектор: Олег Знарок |

| Поз. | Репрезентација | Састав репрезентације |
| ---- | -------------- | --- |
| 2.   | Финска         | М. Коскинен • Ј. Сарос • П. Рине • Ате Охтама • Т. Кивисте • Ј. Каралахти • О. Јокинен • П. Виртанен • Т. Ментиле • В. М. Савинајнен • Ј. Лехтере • М. Саломеки • П. Јормака • Ј. Имонен • П. Контиола • Ј. Мартинен • О. Палола • Ј. Хијетанен • Т. Салинен • Ј. Салинен • В. Лајунен • Е. Хаула • Т. Хухтала • Л. Комаров • И. Пакаринен Селектор: Ерка Вестерлунд |

| Поз. | Репрезентација | Састав репрезентације |
| ---- | -------------- | --- |
| 3.   | Шведска        | Јо. Ериксон • Л. Улмарк • А. Нилсон • Н. Бурстрем • Т. Ериксон • Н. Андерсен • Ј. Франсон • С. Јалмарсон • Ј. Линдстрем • М. Екхолм • М. Шегрен • К. Јернкрок • Ј. Лундквист • Ји. Ериксон • Д. Акселсон • Е. Густафсон • М. Нигрен • Д. Расмусен • Г. Никвист • Н. Данијелсон • О. Мелер • Д. Рахими • Ј. Анелев • М. Баклунд • Л. Класен Селектор: |